# Percy Diestra
Percy Fernando Diestra Gutiérrez (Comas, 6 de mayo de 1975) es un comediante, locutor e imitador peruano, conocido por haber destacado en programas humorísticos en televisión y radio a nivel local, contando con una amplia trayectoria artística.

## Biografía
Nació el 6 de mayo de 1975 en Comas, distrito de la capital peruana Lima; bajo el nombre completo de Percy Fernando Diestra Gutiérrez.[cita requerida] Realizó sus estudios escolares en el Colegio Andrés Avelino Cáceres Dorregaray.[cita requerida]
Comenzó su carrera artística desde los trece años, realizando imitaciones por afición en compañía de su hermano. Gracias a ello, le ha permitido a incursionarse en los programas cómicos radiales haciendo su debut con el espacio Lo bueno, lo malo y lo feo en la extinta emisora Radio Moderna Papá, al lado de Manolo Rojas y Edwin Sierra en 1994, retornando más tarde en 1998. Pero fue hasta 1995, cuando ingresa al elenco principal de la comedia Risas y salsa por intervención de la actriz cómica Esmeralda Checa, además realizar diferentes imitaciones dentro del programa. Adicionalmente, fue conductor del espacio Los locos de la radio por la extinta emisora Radio Universal ese año, en el cual retoma el rol en 1999, permaneciendo en Radio Ovación.
Años más tarde, en 2001 fue contratado por Guillermo Guille para formar parte del programa Parlamiento, realizando nuevas imitaciones a figuras de la política peruana como la ex primera dama Susana Higuchi y Blanca Nea de Colán, además de haber formado parte de su siguiente espacio radial El show de los imitadores por Radio Comas.
Colaboró con Arturo Álvarez para el formato televisivo 8 locos por la televisora Canal A en 2002 con el mismo formato de Parlamiento, y se suma a la conducción del show cómico Los magníficos de la risa en 2005. Volvió a trabajar con Guille en los formatos del mismo género La hora estelar del humor y Sábado bravazo en los años 2005 y 2006, donde se destacó por su imitación al estilista Koky Belaúnde.
Se desempeñó en la coconducción del programa musical Starmanía volviendo a trabajar con Álvarez en 2006, realizando la imitación de su propio personaje de «el Muñeco Billybustero» y fue invitado al evento anual El circo de Manolo Rojas junto a Susan León y Michael Ovalle ese año. A finales de los años 2000, Diestra participó en el comercial de televisión de la empresa telefónica Claro.Entre los años 2009 y 2010 forma parte de la comedia peruana Por humor al Perú, volviendo a trabajar con Rojas después de varios años.
En el año 2011, inicia su participación en el otro formato Risas y salsa: Nueva generación, compartiendo roles con los actores cómicos Alfredo Benavides, Enrique Espejo «Yuca», Fernando Farrés y  Guillermo «el Feo» Campos. Además, en 2012 prestó su colaboración con el programa musical La movida de los sábados con Claudia Portocarrero, y se suma a la conducción de su programa propio Los fantásticos del humor por la emisora La Karibeña, compartiendo el rol junto a Leo Vega y José Peralta, destacándose por su imitación al periodista deportivo Gonzalo Núñez. En esa época, trabajó con Ubaldo Huamán en el programa cómico Más cholo que nunca.[cita requerida]
Ya para 2016, ingresa al elenco central del programa cómico peruano Paren esta vaina, donde se destacó por su imitación al actor y presentador Aldo Miyashiro. Al año siguiente, forma parte de la revista cómica-musical El reventonazo de la chola, en el cual permanecería por varias temporadas consecutivas hasta su renuncia en 2023. Seguidamente, se desempeñó como director artístico del formato cómico web La casa de la comedia durante el periodo 2022-2023, donde participó en diferentes secuencias con otros humoristas.
En enero de 2024, fue contratado por el cómico Jorge Benavides para ser el nuevo integrante del otro formato JB en ATV, donde permanece en la actualidad.

## Créditos

### Televisión
| Año        | Título                          | Rol                   | Emisión                 |
| ---------- | ------------------------------- | --------------------- | ----------------------- |
| 1995-1999  | Risas y salsa                   | Actor cómico          | Panamericana Televisión |
| 1995       | Mueve tu curul                  | Comediante e imitador | América Televisión      |
| 2001       | Parlamiento                     | Comediante e imitador | Canal A                 |
| 2002-2004  | 8 locos                         | Comediante e imitador | Canal A                 |
| 2005       | La hora estelar del humor       | Comediante e imitador | Panamericana Televisión |
| 2005-2006  | Sábado bravazo                  | Comediante e imitador | Panamericana Televisión |
| 2006-2007  | Starmanía                       | Copresentador         | Panamericana Televisión |
| 2009-2010  | Por humor al Perú               | Comediante e imitador | TV Perú                 |
| 2011       | Risas y salsa: Nueva generación | Comediante e imitador | Panamericana Televisión |
| 2011-2012  | Más cholo que nunca             | Comediante e imitador | Cable Visión Perú       |
| 2012       | La movida de los sábados        | Colaborador           | Panamericana Televisión |
| 2016       | Paren esta vaina                | Comediante e imitador | Panamericana Televisión |
| 2017-2023  | El reventonazo de la chola      | Comediante e imitador | América Televisión      |
| desde 2024 | JB en ATV                       | Comediante e imitador | ATV                     |

### Radio
| Año       | Título                          | Rol                  | Emisión            |
| --------- | ------------------------------- | -------------------- | ------------------ |
| 1994-1995 | Lo bueno, lo malo y lo feo      | Locutor y comediante | Radio Moderna Papá |
| 1998      | Lo bueno, lo malo y lo feo      | Locutor y comediante | Radio Moderna Papá |
| 1996-1998 | Los locos de la radio           | Locutor y comediante | Radio Universal    |
| 1999-2000 | Los locos de la radio           | Locutor y comediante | Radio Ovación      |
| 2001-2002 | El show de los imitadores       | Locutor y comediante | Radio Comas        |
| 2005-2011 | Los magníficos de la risa       | Locutor y comediante | Radio Fiesta       |
| 2012-2019 | Los fantásticos del humor       | Locutor y comediante | Radio Karibeña     |
| 2019      | Los 4 fantásticos de Cumbia Mix | Locutor y comediante | Radio Cumbia Mix   |
| 2019-2021 | El súper show de la Karibeña    | Locutor y comediante | Radio Karibeña     |

### Programas web
- La casa de la comedia (2022-2023), actor cómico y director.